# Hummerkniven
Hummerkniven var ett pris som mellan 2011 och 2017 delades ut av Aftonbladets Kulturredaktion "till liberaler som står för det som är sant och relevant. Som går till källorna, tänker kritiskt, argumenterar klart och vågar stå för någonting." Namnet är taget efter "Hummerknivssöder", ett smeknamn för en del av stadsdelen Södermalm i Stockholm.
Priset Hummerkniven har även mötts av kritik. Den liberale debattören och historikern David Lindén skrev till exempel i Expressen i januari 2016, med hänvisning till de åsikter som annars framförs av Aftonbladets kultursida: "Pristagaren kan vara ack så värdig, men genom att acceptera priset lånar man prestige till en föga aktningsvärd arena."
I maj 2018 förklarade Aftonbladets kulturchef Åsa Linderborg att tidningen kommer att sluta att dela ut Hummerkniven, för att istället inrätta priset Soppsleven som ska belöna "socialdemokrater som vågar vara socialdemokrater".

## Pristagare
- 2011 – Leo Lagercrantz[2]
- 2012 – Lisa Bjurwald[5]
- 2013 – Rakel Chukri[6]
- 2014 – Svend Dahl[7]
- 2015 – Alex Voronov[8]
- 2016 – Lilian Sjölund[9]
- 2017 – Sofia Mirjamsdotter[10]